# Novih 7 svjetskih čuda
Novih 7 svjetskih čuda odabrana su putem izbora na web stranici n7w. Ona su proglašena u Lisabonu 7. srpnja 2007. godine.
Ova zaklada nije posebno podržana od strane Unesca, ali je bez obzira protivljenju stručnjaka za novih 7 svjetskih čuda glasovalo 100 milijuna ljudi.

## Popis novih 7 svjetskih čuda
- Chichen Itza u Meksiku
- Krist otkupitelj u Brazilu
- Koloseum u Italiji
- Kineski zid
- Machu Picchu u Peruu
- Petra u Jordanu
- Taj Mahal u Indiji
- Keopsova piramida u Egiptu (počasni kandidat)